# فرانكو برنارد
فرانكو برنارد (بالألمانية: Franco Bernard)  (و. 1957 –  م) هو ممثل، وسياسي، وممثل أفلام، من إيطاليا.